# Proctocera vittata
Proctocera vittata là một loài bọ cánh cứng trong họ Cerambycidae.